# 아이폰 OS 2
아이폰 OS 2는 애플에서 개발한 iOS 시리즈의 두번째 버전이다. 아이폰 OS 1의 후속 버전이며, 앱스토어를 포함하여 서드파티 애플리케이션을 다운받을 수 있게 되었다.
2009년 1월 27일 출시된 아이폰 OS 2.2.1 버전이 아이폰 OS 2의 최신 버전이다. 2011년 중반에 지원이 중단되었고, 이후 아이폰 OS 3로 이어졌다.

## 역사
아이폰 OS 2.0은 iOS 시리즈의 두번째 버전이며, 2008년 7월 11일 아이폰 3G와 함께 첫 발매되었다. 기존의 아이폰 OS 1을 사용하던 사용자들은 아이폰 OS 2로 업그레이드가 가능했다.
아이폰 OS 2부터는 애플리케이션을 구입하거나 내려받을 수 있는 앱스토어가 생겼으며, 이와 함께 아이폰과 아이팟 터치에서 서드파티 애플리케이션의 구동이 가능하게 되었다.
아이폰 OS 2를 출시하기 전에, 애플은 아이폰 OS 소프트웨어 개발자 모임인 "SDK"에서 개발자들을 상대로 키노트 이벤트를 가졌다.

## 기능
아이폰 OS 2 에서는 다음과 같은 기능들이 새로 추가되었다.
- 앱스토어 : 앱스토어의 추가로 서드파티 애플리케이션의 개발 및 거래가 가능해졌다.
- 한국어 지원 : 한국어를 포함해 몇 개의 언어가 추가로 지원되기 시작하였다. 아이폰 OS 1에서는 한글 지원이 되지 않아 입력이 불가능하였다. 따라서, 당시 아이폰과 아이팟 터치를 사용하였던 한국인들은 탈옥의 과정을 거쳐 개발자가 임의로 개발한 한국어 키보드를 설치해야만 한국어를 입력할 수 있는 불편함이 있었다.
- 푸시 이메일 : 애플의 푸시 서버를 사용해 메일을 받아올 수 있게 된 것도 아이폰 OS 2.0부터로, 그 이전에는 메일 서버에 따라 IMAP, POP등의 방식을 사용해야 했으므로, 호환성이 떨어지는 문제가 발생하였다.
- 알림 바 : 상단 알림 바가 새롭게 변경되었는데, 상태 막대를 탭해서 화면 상단으로 스크롤하는 기능이 새로 추가되었다.
- 지오태깅 : 카메라에서 지오태깅을 할 수 있는 기능이 새로이 추가되었다.
- 사파리 플러그인 : 사파리에서 유튜브 플러그인이 새로이 추가되어 사파리에서 유튜브 동영상을 시청할 수 있게 되었다.
- 스크린샷 : 아이팟 터치에서 스크린샷을 촬영할 수 있게 되었다.

## 아이팟 터치 가격
아이폰 OS 2로의 업그레이드는 아이팟 터치 사용자들은 9.95 달러를 지불해야 했으며, 아이폰 사용자들은 무료로 업그레이드가 가능하였다.
이는 당시 미국 법률 상 MP3 플레이어의 기능추가 업그레이드가 유료여야 했기 때문이다. 그러나, 아이폰은 MP3 플레이어가 아닌 휴대폰으로 분류되어 이 법의 적용을 받지 않았다. 이 문제는 iOS 4가 출시되었을때부터 해결되어 이후부터는 아이팟 터치 사용자들도 OS 무료 업그레이드가 가능하게 되었다.

## 지원 기기
| 아이폰 - 아이폰 (1세대) - 아이폰 3G | 아이팟 터치 - 아이팟 터치 (1세대) - 아이팟 터치 (2세대) |